# Карлович, Владимир Михайлович
Влади́мир Миха́йлович Карло́вич (при рождении Нафтали Карлович; ум. 11 (24) сентября 1912, Москва, Российская империя) — российский старообрядческий историк, писатель, начётчик и публицист.

## Биография
Родился в Османской империи при рождении получил имя Нафтали, точное дата и место рождения его неизвестны, также неизвестны имена родителей Карловича. Родители Карловича — иудеи. Как позднее писал сам Карлович, он «был воспитан в духе талмудическом».
Получив светское европейское образование, Карлович заинтересовался христианством и стал распространять книги Лондонского библейского общества. Карлович изучал христианство, причины разделения Восточной и Западной Церквей, убеждаясь, что «последняя не только отступила от догматического принципа церковного домостроительства, но крайне нравственно испортилась». Духовные поиски привели Карловича к старообрядцам, с которыми он впервые встретился в Кременчуге.
В 1860-х годах приехав в Москву, он познакомился с архиепископом Антонием (Шутовым), затем «по долговременном изучении христианских религий нашел… самою истинною религию старообрядцев, приемлющих австрийское священство и просил совершить над ним крещение», к которому его готовил секретарь архиепископа Антония Онисим Швецов (впоследствии епископ Арсений). 23 декабря 1867 году Карлович написал прошение для того, чтобы его приняли в старообрядчество. Таинство святого крещения было совершено в 1867 или начале 1868 года в доме купца Фёдора Свешникова, в котором издавна существовал домовый Троицкий храм. При крещении Карлович получил новое имя — Владимир. Вскоре была крещена и жена Карловича.
В 1869 году Карлович при посредничестве архиепископа Казанского Антония (Амфитеатрова) присоединился к господствующему православию. В дальнейшем Владимир Михайлович жил в Казани, Москве, Астрахани, Аксае, Балакове, Владимире. Карлович служил комиссионером в Библейском обществе. К 1877 году подготовил книгу «Критический разбор талмуда, его происхождение, характер и влияние на верования и нравы еврейского народа», книга была одобрена Московским цензурным комитетом, в 1879 году книга была издана под псевдонимом «В. М. Кирасевский». В книге Карлович отделяет религию Моисея и пророков от религии раввинов. В труде приводится сравнительный анализ текстов книг Ветхого Завета и сочинений раввинов. Тексты приведены на еврейском языке с параллельным переводом на русский. В книге Карлович показывает расхождения Талмуда с книгами Ветхого Завета и делает выводы о том, что Талмуд искажает учение Моисея и пророков. Отдельная глава «Несколько слов об употреблении евреями христианской крови для религиозных целей» книги Карловича посвящена обличению «кровавого навета на евреев», в ней Владимир Михайлович даёт полемический ответ на брошюру И. К. Лютостанского «Вопрос об употреблении евреями-сектаторами христианской крови для религиозных целей в связи с вопросом об отношениях еврейства к христианству вообще» (1876). В конце книги Карлович делает следующий вывод: «Евреи были избраны, возлюблены Богом преимущественно пред всеми другими народами, как свидетельствуют нам Моисей и пророки, но теперь они совершили уже то назначение, ради которого были избраны. Теперь, если они хотят, чтобы и другие признавали в них семя благословенное, то должны и показать себя такими, должны возвыситься до братской любви ко всему человечеству, заповеданной Богом и Христом».
В 1873 году Карлович оставил новообрядчество и присоединился к старообрядцам, куда его принимают вторым чином, через миропомазание. В 1877 году у Владимира Михайловича умерла жена, и он предпринял попытку переехать в Москву, чтобы продолжить ещё один начатый им труд — «Исторические исследования, служащие к оправданию старообрядцев». В 1877 году Карлович был арестован. Причиной ареста Владимира Михайловича были следующие обстоятельства — во владимирском госпитале, где лежали раненые в русско-турецкой войне, Владимир Михайлович стал свидетелем, как синодский священник укорял одного солдата за то, что тот старообрядец. Карлович вступил в спор и стал объяснять, что старообрядчество ересью не является. По доносу священника Карлович был арестован вместе с шестилетней дочерью в вагоне поезда, в котором они ехали в Москву. Через несколько дней их освободили.
В 1881 году без предварительной цензуры был издан первый том книги Карловича «Исторические исследования, служащие к оправданию старообрядцев». Бо́льшая часть книги посвящена критике системы единоверия, анализу современных событий, связанных с ним, и богословских споров о каноничности единоверия. После издания первого тома Карлович приступил к публикации второго тома, но последовало распоряжение приостановить печать. Это сочинение Карловича напечатано под псевдонимом «В. М. К.». В январе 1883 года обер-прокурор Синода К. П. Победоносцев сообщал Н. И. Субботину: «О книге, напечатанной Карловичем. По вашему указанию напали на след. В типографии Мартынова захватили 1200 экз. и нашли сведения, что сверх того сдано Карловичу 450. У него сделан обыск, захвачено 407; типография предана суду». Карлович уехал в Константинополь, затем в Австро-Венгрию и поселился в Черновцах. Здесь вышли второй и третий тома книги «Исторические исследования, служащие к оправданию старообрядцев» в 1883 и в 1886 годах. В 1883 году по распоряжению Министерства внутренних дел было предписано выслать Карловича из России. Владимир Михайлович находился за границей и не знал о данном распоряжении. Он с двумя дочерями приехал в Россию, где был арестован и около полугода провёл в заключении. Его дети также были лишены свободы и содержались в детском тюремном отделении под арестом. Карлович получил свободу с условием, что он должен уехать из страны. Виновником своего ареста он считал книготорговца С. Т. Большакова, ошибочно предполагая, что тот является тайным членом антистарообрядческого миссионерского братства св. Петра митрополита и другом Н. И. Субботина. Еще в бытность Карловича в Москве, в Черновцах был издан его «Критический разбор Окружного послания и все оттенки направления автора его» (1880). В этой сочинении Карлович выступает как критик послания Ксеноса Кабанова. Выпуск большинства этих книг финансировал из Москвы беспоповец Викула Елисеевич Морозов; кроме того, до своей кончины он посылал Карловичу ежегодно по 500 руб. В 1894 г. в Черновцах Карлович издал сочинение «Апология Саватия, старообрядческого архиепископа Московского». Работа была посвящена разоблачению злостных вымыслов синодального миссионера С. Ф. Рыскина и редактора «Братского слова» Н. И. Субботина, опубликованных для компрометации первосвятителя старообрядцев белокриницкого согласия. Находясь в России, архиепископ Саватий не имел возможности выступить сам против них в печати. После 1905 года Карлович получил возможность вернуться в Россию. Был снят и запрет на его книги. В 1907 года в Москве вышла ещё одна его книга — «Краткий обзор преследования христиан первых веков в тесной связи с печальной судьбой старообрядцев». Карлович участвовал во Втором съезде старообрядческих начётчиков. Его смерть была отмечена сочувственными некрологами в старообрядческой прессе. Похоронен Владимир Михайлович на Рогожском кладбище в Москве, могила не сохранилась.

## Сочинения
- «Критический разбор талмуда, его происхождение, характер и влияние на верования и нравы еврейского народа» 1879 год (под псевдонимом Кирасевский В. М.)
- «Исторические исследования, служащие к оправданию старообрядцев». том 1 1881 год
- «Исторические исследования, служащие к оправданию старообрядцев». том 2 1883 год
- «Исторические исследования, служащие к оправданию старообрядцев». том 3. 1886 год
- «Апология Саватия, старообрядческого архиепископа Московского». 1894 год
- «Краткий обзор преследования христиан первых веков в тесной связи с печальной судьбой старообрядцев». 1907 год